# Växjö DFF
Växjö DFF är en renodlad damfotbollförening i Växjö, bildad 2014. Laget kvalificerade sig i oktober 2015 för spel i Elitettan för säsongen 2016. Klubben blev söndagen den 1 oktober 2017 klar för spel i Damallsvenskan, spelade säsongen 2022 i Elitettan men återvände direkt till damallsvenskan efter en säsong.

## Historia
Växjö DFF bildades 2014, genom en sammanslagning av damföreningen Växjö FF och Hovshaga AIF:s damfotbollsektion. Klubben tog över en plats i Division 1 och slutade under sin första säsong på andra plats efter IFK Kalmar i serien. Följande säsong vann Växjö DFF serien och besegrade IF Böljan i uppflyttningskvalet med totalt 9–0 över två matcher. Säsongen 2016 var klubbens första i Elitettan och de slutade på tredje plats, endast två poäng bakom Hammarby IF på uppflyttningsplatsen. Säsongen 2017 vann Växjö DFF serien och blev för första gången kvalificerade för spel i Damallsvenskan.
Klubben slutade på sjunde plats under sin första säsong i Damallsvenskan. Anfallaren Anna Anvegård slutade på andra plats i skytteligan och blev efter säsongen utsedd till Årets genombrott, medan mittfältaren Jelena Čanković vann assistligan.
Säsongen 2021 degraderades Växjö DFF från Damallsvenskan, vilket bekräftades efter förlusten med 0–5 på bortaplan mot Linköpings FC torsdagen den 14 oktober. De spelade i Elitettan en säsong och återvände till Damallsvenskan säsongen 2023.

## Placering tidigare säsonger
| Säsong | Nivå | Liga           | Placering | Webbplats     | Notering                            |
| ------ | ---- | -------------- | --------- | ------------- | ----------------------------------- |
| 2016   | 2    | Elitettan      | 3         | [ 12 ]        |                                     |
| 2017   | 2    | Elitettan      | 1         | [ 13 ]        | Uppflyttad till Damallsvenskan 2018 |
| 2018   | 1    | Damallsvenskan | 7         | [ 14 ] [ 15 ] |                                     |
| 2019   | 1    | Damallsvenskan | 9         | [ 16 ] [ 17 ] |                                     |
| 2020   | 1    | Damallsvenskan | 6         | [ 18 ] [ 19 ] |                                     |
| 2021   | 1    | Damallsvenskan | 12        | [ 20 ] [ 21 ] | Nedflyttad till Elitettan 2022      |
| 2022   | 2    | Elitettan      | 1         | [ 22 ]        | Uppflyttad till Damallsvenskan 2023 |
| 2023   | 1    | Damallsvenskan | 8         | [ 23 ]        |                                     |
| 2024   | 1    | Damallsvenskan | 8         | [ 24 ]        |                                     |

## Spelare

### Spelartruppen
| Nummer      | Land      | Spelare                  | Födelsedatum      | Moderklubb         | Övrigt                                                                                     |
| Målvakter   | Målvakter | Målvakter                | Målvakter         | Målvakter          |                                                                                            |
| ----------- | --------- | ------------------------ | ----------------- | ------------------ | ------------------------------------------------------------------------------------------ |
| 1           | Danmark   | Maja Bay Østergaard      | 28 mars 1998      | Vildbjerg SF       |                                                                                            |
| 99          | Sverige   | Cornelia Baldi Sundelius | 17 oktober 1999   | Eskilstuna United  |                                                                                            |
| Försvarare  |           |                          |                   |                    |                                                                                            |
| 2           | Sverige   | Elvira Hammarbäck        | 1 juni 2005       | Växjö BK           |                                                                                            |
| 4           | Finland   | Mimmi Nurmela            | 3 augusti 1996    | Leppävaaran Pallo  |                                                                                            |
| 5           | Sverige   | Emma Holmqvist           | 30 april 2006     | Egnahems BK        |                                                                                            |
| 11          | Sverige   | Sophia Redenstrand       | 25 januari 2001   | Brommapojkarna     |                                                                                            |
| 17          | Sverige   | Tilde Johansson          | 3 maj 2002        | IFK Värnamo        |                                                                                            |
| 18          | Finland   | Helmi Raijas             | 11 juni 2005      | FC Viikingit       |                                                                                            |
| 27          | Sverige   | Josefin Harrysson        | 3 mars 2000       | IF Lödde           |                                                                                            |
| Mittfältare |           |                          |                   |                    |                                                                                            |
| 6           | Kanada    | Chloe Minas              | 12 april 2002     | CS Monteuil        |                                                                                            |
| 10          | Sverige   | Victoria Svanström       | 21 augusti 2005   | IFK Göteborg       |                                                                                            |
| 16          | Sverige   | Ebba Wieder              | 13 juli 1998      | FC Rosengård       |                                                                                            |
| 20          | Japan     | Miho Kamogawa            | 27 augusti 1997   |                    |                                                                                            |
| 26          | Japan     | Suzu Amano               | 18 februari 2004  |                    | Lån från Hammarby.                                                                         |
| 33          | Sverige   | Elin Nilsson             | 21 mars 2000      | Växjö FF           | Växjö DFF grundades som en sammanslagning av Växjö FF och Hovshaga AIF damfotbollssektion. |
| Anfallare   |           |                          |                   |                    |                                                                                            |
| 8           | Sverige   | Maja Bodin               | 15 september 2001 | Nättraby GoIF      |                                                                                            |
| 9           | Island    | Bryndis Nielsdottir      | 13 juni 2003      | Fylkir             |                                                                                            |
| 14          | Grekland  | Vasiliki Glannaka        | 13 oktober 2004   | Kanarinia Agriniou |                                                                                            |
| 19          | USA       | Larkin Russell           | 28 maj 1998       | Spokane Shadow     |                                                                                            |
| 21          | Bulgarien | Dessislava Dupuy         | 10 juni 1993      | Central VA United  |                                                                                            |